# Emil Bobrowski
Emil Bobrowski (18. dubna 1876 Niepołomice – 12. dubna 1938 Krakov) byl rakouský lékař a politik polské národnosti z Haliče, na počátku 20. století poslanec Říšské rady, v meziválečném období poslanec Sejmu a člen Polského senátu. Původně politik polské sociální demokracie, od konce 20. let se přiklonil ke spolupráci se sanačním režimem.

## Biografie
Vystudoval gymnázium v Krakově, kde maturoval roku 1894. Pak studoval medicínu na Jagellonské univerzitě. Už během studií byl členem studentských organizací. Roku 1900 se stal odpovědným redaktorem listu Krytyka. V letech 1904–1907 pracoval jako lékař nemocniční pokladny v Krakově, od roku 1907 do roku 1914 a znovu v letech 1917–1918 pak zastával funkci ředitele okresní nemocniční pokladny v Podgórze. Od roku 1908 byl městským radním a od roku 1912 předsedou střeleckého spolku v Podgórze. V době svého působení v parlamentu se uvádí jako lékař nemocniční pokladny v Podgórze.
V roce 1895 se stal členem pozdější Polské sociálně demokratické strany Haliče a Slezska a v letech 1904–1919 byl členem jejího výkonného výboru (v období let 1904–1913 tajemníkem výkonného výboru).
Působil také coby poslanec Říšské rady (celostátního parlamentu Předlitavska), kam usedl v doplňovacích volbách do Říšské rady roku 1913, konaných podle všeobecného a rovného volebního práva. Byl zvolen za obvod Halič 19. Byl zvolen 23. září 1913 a poslanecký slib složil 21. října 1913. V parlamentu nahradil rezignujícího poslance Witolda Korytowského.
V roce 1913 se uvádí jako polský sociální demokrat. Po volbách roku 1913 byl na Říšské radě členem poslaneckého Polského klubu.
Za první světové války působil v letech 1914–1917 v polských legiích jako vojenský komisař Jędrzejowě a Słomnikách. Od roku 1914 byl polním lékařem, od roku 1915 hlavním lékařem 4. pěchotního pluku. Od roku 1916 zastával post náčelníka (od roku 1917 zástupce náčelníka) zdravotnického odboru polských legií. V letech 1918–1919 působil jako náčelník zdravotnického odboru u Polské likvidační komise.
Jeho politická dráha pokračovala i v meziválečném období. V roce 1916 se stal městským radním v Krakově a od roku 1922 do roku 1923 byl náměstkem starosty Krakova. Od roku 1919 patřil k Polské socialistické straně. V letech 1924–1925 zasedal v jejím výkonném výboru. V roce 1928 se ovšem se stranou rozešel, rezignoval na všechny stranické funkce a přiklonil se k provládnímu táboru. Ve formaci Bezpartyjny Blok Współpracy z Rządem vedl od roku 1931 dělnickou sekci.
Od roku 1919 do roku 1929 byl poslancem polského Sejmu (do roku 1922 ústavodárný Sejm). Zastupoval poslanecký klub Związek Polskich Posłów Socjalistycznych, později nazývaný Związek Parlamentarny Polskich Socjalistów. V roce 1922 byl jeho místopředsedou. Na mandát v Sejmu rezignoval 22. března 1929. Od roku 1930 až do své smrti roku 1938 zasedal coby člen Polského senátu. V senátu od roku 1930 reprezentoval Bezpartyjny Blok Współpracy z Rządem, od roku 1935 klub Parlamentarna Grupa Pracy.
V roce 1927 se stal vrchním lékařem v nemocniční pokladně v Krakově. V letech 1929–1932 působil ve funkci ředitele krajského svazu nemocničních pokladen. V letech 1934–1935 pracoval coby lékař sociální pojišťovny v Krakově. Získal Řád Polonia Restituta